# Joey Stefano
Joey Stefano (bürgerlich Nicholas Anthony Iacona Jr., * 1. Januar 1968  in Chester, Pennsylvania, USA; † 26. November 1994 in Hollywood, Kalifornien) war einer der bekanntesten schwulen Pornodarsteller und der erste, der in regelmäßig passiven Rollen zum Star wurde.

## Leben
Joey Stefano wurde als passiver „Latino“-Typ zum Star. Er verdiente auch als Star noch Geld als Callboy. Madonna wurde auf ihn aufmerksam und verpflichtete ihn für ihr Buch SEX. Joey Stefano war HIV-infiziert und starb mit 26 Jahren an einer kombinierten Überdosis von Kokain, Morphin, Heroin und Ketamin.

## Auszeichnungen
- 1989 XRCO Gay Award in der Kategorie „Newcomer“
- 1991 AVN Awards für Best Actor-Gay Video in „More of a Man“
- 1995 AVN Awards für Best Performer of the Year-Gay Video

## Sonstiges
Im Jahr 2014 veröffentlichte der Noise-Künstler Richard Ramirez unter seinem anderen Pseudonym „Manplug“ den HNW-Tribute-Song Joey Stefano auf dem Album Ownership.